# Euphaedra lacteata
Euphaedra lacteata är en fjärilsart som beskrevs av Talbot 1929. Euphaedra lacteata ingår i släktet Euphaedra och familjen praktfjärilar. Inga underarter finns listade i Catalogue of Life.